# 문맥 자유 문법
문맥 자유 문법(文脈自由文法, Context-free grammar, CFG), 문맥 무관 문법은 형식 문법의 한 종류로, 생성 규칙이 다음과 같은 문법을 의미한다.
{\displaystyle V\to w}
여기에서 {\displaystyle V}는 비말단(비종결자) 기호이고, {\displaystyle w}는 비말단과 말단 기호들로 구성된 문자열이다. 즉, 문맥 자유 문법의 각 생성 규칙의 좌측에는 단 하나의 비말단 기호만 관계한다.
많은 프로그래밍 언어 문법은 문맥 자유 문법에 속하며, 따라서 이 문법은 컴파일러 등의 이론에 중요한 역할을 차지한다.

## 정의
문맥 자유 문법 {\displaystyle G}는 {\displaystyle G=(V,\Sigma ,R,S)}의 순서쌍으로 정의되며, 이때 각 원소의 의미는 다음과 같다.
- {\displaystyle V}는 비말단 기호의 유한집합이다.
- {\displaystyle \Sigma }는 말단 기호의 유한집합으로, {\displaystyle V}와는 서로소이다.
- {\displaystyle R}은 {\displaystyle V}에서 {\displaystyle (V\cup \Sigma )^{*}}로 연결되는 생성 규칙의 유한집합이다.
- {\displaystyle S}는 {\displaystyle V}의 원소로, 시작 기호를 가리킨다.

## 관련 파서
LL 문법은 문맥 자유 문법의 일부분으로, LL 파서를 이용해 효율적인 방법으로 구문적 분석(構文的分析,(syntactic) parsing)할 수 있는 문법을 가리킨다. 여기에서 LL은 문장을 왼쪽부터(Left-to-right) 읽어들이며, 좌측유도(左側誘導, Leftmost derivation) 방식으로 동작한다는 것을 가리킨다.
비슷하게, LR 문법은 문장을 오른쪽부터, 우측유도(右側誘導, Rightmost derivation) 방식으로 동작하는 파서 문법을 가리킨다.